# Sumire Hata
Sumire Hata (japanisch 秦澄 美鈴 Hata Sumire; * 4. Mai 1996 in Yao) ist eine japanische Leichtathletin, die sich auf den Weitsprung spezialisiert hat und zu Beginn ihrer Karriere auch im Hochsprung an den Start ging. 2023 wurde sie im Asienmeisterin im Weitsprung im Freien und in der Halle und ist seit 2023 Inhaberin des Landesrekordes im Weitsprung.

## Sportliche Laufbahn
Erste internationale Erfahrungen sammelte Sumire Hata im Jahr 2017, als sie bei den Asienmeisterschaften in Bhubaneswar mit übersprungenen 1,75 m den elften Platz im Hochsprung belegte. 2020 siegte sie mit 6,24 m beim Seiko Golden Grand Prix und im Jahr darauf mit 6,48 m bei Ready Steady Tokyo - Athletics sowie mit 6,47 m beim Michitaka Kinami Memorial Athletics Meet. 2022 siegte sie mit 6,42 m beim Brisbane Track Classic und 6,43 m beim Michitaka Kinami Memorial Athletics Meet sowie mit 6,62 m beim Seiko Golden Grand Prix. Im Juli verpasste sie dann bei den Weltmeisterschaften in Eugene mit 6,39 m den Finaleinzug. Im Jahr darauf siegte sie bei den Hallenasienmeisterschaften in Astana mit neuem Meisterschaftsrekord von 6,64 m. Im Mai siegte sie mit 6,75 m beim Shizuoka International Athletics Meet und im Juli gewann sie bei den Asienmeisterschaften in Bangkok mit neuem Meisterschafts- und Landesrekord von 6,97 m die Goldmedaille. Anschließend verpasste sie bei den Weltmeisterschaften in Budapest mit 6,41 m den Finaleinzug. Im Oktober belegte sie dann bei den Asienspielen in Hangzhou mit 6,48 m den vierten Platz. 2024 gelangte sie bei den Hallenweltmeisterschaften in Glasgow mit 6,43 m auf den neunten Platz und im August schied sie bei den Olympischen Sommerspielen in Paris mit 6,31 m in der Qualifikationsrunde aus.
2025 belegte sie bei den Asienmeisterschaften in Gumi mit 6,20 m den vierten Platz.
In den Jahren 2019 und von 2021 bis 2024 wurde Hata japanische Meisterin im Weitsprung im Freien sowie von 2020 bis 2022 auch in der Halle.

## Persönliche Bestleistungen
- Hochsprung: 1,81 m, 2. September 2016 in Kumagaya
- Weitsprung: 6,97 m (+0,5 m/s), 14. Juli 2023 in Bangkok (japanischer Rekord)